# Мешал, Мостафа
Моста́фа Тари́к Меша́л (араб. مصطفى طارق مشعل‎; род. 28 марта 2001, Доха) — катарский футболист, полузащитник клуба «Аль-Садд» и сборной Катара.

## Игровая карьера

### Клубная карьера
Мешал дебютировал за «Аль-Садд» 23 декабря 2019 года в матче против клуба «Аль-Гарафа», выйдя на замену на 85-й минуте; матч закончился со счётом 5:1 в пользу «Аль-Садда».
В феврале 2023 года из-за недостатка игровой практики был отдан в аренду в «Эш-Шамаль», за который сыграл 6 матчей, а по окончании сезона вернулся в «Аль-Садд»

### Карьера в сборной
Вошёл в состав сборной Катара на чемпионат мира 2022 года, но на турнире не играл.
Летом 2023 года играл за сборную Катара на Золотом Кубке КОНКАКАФ, на котором катарцы проиграли в 1/4 финале сборной Панамы со счётом 4:0.

## Достижения
«Аль-Садд»
- Чемпионат Катара (3): 2018/2019, 2020/2021, 2021/2022
- Кубок Катара (2): 2020, 2021
- Кубок эмира Катара (2): 2020, 2021
- Кубок шейха Яссима: 2019
- Обладатель Кубка звёзд Катара: 2019/20

Сборная Катара
- Обладатель Кубка Азии: 2023